# Robert Bruce Cotton
Robert Bruce Cotton (22 gennaio 1571 – 6 maggio 1631) è stato un politico inglese, fondatore della celebre Biblioteca Cottoniana.

## Biografia
Originario dell'Huntingdonshire, studiò alla Westminster School dove sviluppò l'interesse per lo studio dell'antiquariato sotto la guida di William Camden, e al Jesus College di Cambridge. Dopo aver cominciato con il raccogliere annotazioni antiche sulla storia dell'Huntingdonshire, iniziò a crearsi una biblioteca che secondo i documenti dapprima rivaleggiò per dimensioni con quella del Public Record Office e poi finì per superarla. Fu amico di Francesco Bacone.
Entrò a far parte del Parlamento d'Inghilterra come rappresentante di Huntingdon nel 1601. Collaborò ad escogitare l'istituzione del titolo di Baronetto come mezzo per il re Giacomo I per raccogliere fondi. Anche se nel primo periodo fu in buoni rapporti con il re, la politica di Cotton, basata sullo studio dei testi, fu essenzialmente che il re aveva «il sacro dovere di affidarsi ai due parlamenti», tesi espressa nel suo The Dangers wherein the Kingdom now standeth, and the Remedye (1628) che dal punto di vista del partito del Re era di natura del tutto anti-monarchica. Le autorità iniziarono quindi a temere che la sua biblioteca venisse usata per supportare le tesi parlamentariste: gli venne così confiscata nel 1630 e fu restituita solo agli eredi dopo la sua morte.

## Biblioteca Cottoniana
La collezione letteraria di Cotton, nota come Biblioteca Cottoniana, è stata la più vasta collezione privata di manoscritti mai radunata; tra le biblioteche non ecclesiastiche fu superiore alla Biblioteca Reale, alle raccolte delle Inns of Court e del College of Arms; la residenza di Cotton, nei pressi del Palazzo di Westminster diventò un luogo di incontro per la Società degli antiquari e per tutti i più importanti studiosi d'Inghilterra. Alla fine la biblioteca fu donata alla nazione dal nipote di Cotton e al giorno d'oggi si trova alla British Library.
L'organizzazione pratica della biblioteca di Cotton continua tuttora a riflettersi nei riferimenti ai manoscritti che un tempo furono di sua proprietà. La biblioteca era ospitata in una stanza lunga circa 7.90 metri e larga circa 1.80 completamente riempita di librerie, ognuno dei quali era sormontato dal busto di un personaggio dell'antichità classica. Considerati in senso antiorario, gli scaffali prendevano quindi nell'ordine il nome di Giulio, Augusto, Cleopatra, Faustina, Tiberio, Caligola, Claudio, Nerone, Galba, Otone, Vitellio, Vespasiano, Tito e Domiziano. A Domiziano era dedicato un solo scaffale, forse perché si trovava sopra la porta). I manoscritti sono attualmente definiti da libreria, scaffale e numero: ad  esempio, il manoscritto del Beowulf viene chiamato Cotton Vitellius A.xv, mentre quello di Pearl è noto come Cotton Nero A.x. Molti dei manoscritti raccolti in questa biblioteca andarono distrutti durante l'incendio in Ashburnham House del 23 ottobre 1731. Su un totale di 958 manoscritti, 114 bruciarono completamente e 98 risultarono danneggiati. I manoscritti superstiti furono trasferiti dapprima in una stanza della Westminster School, successivamente, nel 1753, al British Museum. Un altro incendio, nel 1865, distrusse o danneggiò altri manoscritti.